# William Christie
Pour les articles homonymes, voir Christie.
Pour l'astronome britannique, voir William Henry Mahoney Christie, et pour l'homme politique canadien, voir William J. Christie.
William Lincoln Christie, né le 19 décembre 1944 à Buffalo (État de New York), est un claveciniste et chef d'orchestre américain, naturalisé français en 1995, fondateur de l'ensemble Les Arts florissants.

## Jeunesse et formation
Fils d'architecte, il participe entre 13 et 18 ans au petit ensemble vocal que dirige sa mère. Alors que ses parents lui permettent d'apprendre le piano et le chant, sa première approche de la musique baroque française vient de sa grand-mère. Il s'agit d'un disque d'œuvres d'orgue de François Couperin. Par ailleurs, avec ses parents, il fréquente les pays européens durant ses jeunes années.
Le jeune William songe à devenir médecin. Attiré cependant de plus en plus par les beaux-arts, il entre en 1962 à Harvard afin d'étudier l'histoire de l'art dont il est diplômé en 1966. Passionné encore par le clavecin, William Christie continue ses études à l'université Yale où Ralph Kirkpatrick enseigne cet instrument entre 1966 et 1970, suivi de Kenneth Gilbert.
Pour éviter de devoir s'enrôler dans l'armée pour la guerre du Viêt Nam à laquelle il est fermement opposé, il décide en 1968 d'intégrer un programme de formation pour officiers de réserve. Il est chargé d'enseigner au Dartmouth College mais la fusillade de l'université d'État de Kent bouleverse la situation le 4 mai 1970. À la suite d'une recommandation de John Evarts, ambassadeur de la musique auprès de l'Unesco et sur les conseils de la comtesse Geneviève de Chambure rencontrée à New York en 1968, il quitte les États-Unis afin de rejoindre l'orchestre symphonique de la BBC.

## Arrivée en France et fondation de l'ensemble les Arts florissants
En 1971, il traverse la Manche pour rejoindre l'orchestre de l'ORTF. En France, le jeune musicien s'intéresse très vite au répertoire baroque français des XVIIe et XVIIIe siècles, alors très négligé et qu'il veut réhabiliter, Marc-Antoine Charpentier, Jean-Baptiste Lully et Jean-Philippe Rameau en particulier ce qui lui vaudra l'appui du milieu universitaire, de la critique, du public et de l'État français.  
Il est d'abord membre du groupe Five Centuries Ensemble, une formation musicale qui s'intéresse au répertoire baroque (Monteverdi et Gesualdo) mais aussi à la musique contemporaine de Berio et Ligeti entre 1971 et 1975 et enregistre son premier disque. Il rejoint en 1976 le Concerto Vocale de René Jacobs, exclusivement tourné vers la musique baroque. 
Finalement, il décide en 1979 de fonder son propre ensemble Les Arts florissants (nom emprunté à l'opéra de Marc-Antoine Charpentier) pour se consacrer à l'interprétation de la musique baroque sur instruments d’époque. Il s'agit pour lui de participer au retour au style et aux techniques employés par les interprètes des XVIIe et XVIIIe siècles. De fait, dans les années 1980, la recherche d'authenticité dans l'interprétation de la musique baroque a déjà perdu le caractère hérétique que beaucoup lui prêtaient au début des années 1950 quand Nikolaus Harnoncourt ou Gustav Leonhardt inauguraient cette démarche. 
Il est naturalisé français en 1995.

## Consécration internationale
En 1987, à l'occasion du tricentenaire de Jean-Baptiste Lully, William Christie dirige à l’Opéra-Comique la recréation de la tragédie lyrique Atys, dans une mise en scène de Jean-Marie Villégier. Cet événement fait date dans l’histoire de la redécouverte de la musique baroque française, et marque un tournant pour William Christie et son ensemble, les Arts florissants, qui acquièrent une renommée internationale. Cette production sera d’ailleurs reprise à la Brooklyn Academy of Music en 1989 et à l’Opéra-Comique en 2011, et a été filmée pour un DVD sorti la même année. Le DVD de cette production a été réédité en 2021, événement qualifié de « nécessité historique indéniable et absolue ».
Il dirige également des œuvres de Haendel, Purcell, Télémann, Monteverdi, opéras ou oratorios assez rares encore, comme Rodelinda au théâtre du Châtelet, invité au Festival de Glyndebourne en 2002 dans la mise en scène de Jean-Marie Villégier à nouveau ou Il Ritorno d’Ulisse in Patria au Grand théâtre de Bordeaux. C'est sous sa direction que les Boréades de Rameau entrent en 2003 au répertoire de l'opéra de Paris. 
En 2007 et 2008, il remonte Zampa (la fiancée de marbre) de Ferdinand Hérold sur la scène de la salle Favart à l'invitation de Jérôme Deschamps, nouveau directeur de l'institution en remplacement de Jérôme Savary. L'œuvre est interprétée notamment par Richard Troxell dans le rôle de Zampa et Patricia Petibon dans celui de Camille.
À l'occasion des trente ans des Arts Florissants, le label Harmonia Mundi édite en 2009, des enregistrements de cette musique baroque française datant des années 1980 et 1990, madrigaux de Monteverdi, l'Actéon de Charpentier et d'autres titres rares.
Dans ce domaine de l'opéra, William Christie dirige à la fois les Arts florissants (notamment à l'opéra de Paris, à l'opéra comique, au Théâtre des Champs-Élysées, Salle Pleyel ) et d'autres orchestres en tant que chef invité, comme à l'Opernhaus Zürich pour Semele Avec Cecilia Bartoli en 2009. Il s'est plusieurs fois produit au Festival de Glyndebourne où il a dirigé l'orchestre de l'Âge des Lumières comme dans Theodora de Haendel en 2012 Il a également été invité à plusieurs reprises par Simon Rattle à diriger l'orchestre philharmonique de Berlin. Son activité de claveciniste se limite aujourd'hui à la participation en tant que continuiste aux concerts des Arts florissants.
Membre de la Royal Academy of Music, il est élu à l'Académie des beaux-arts le 12 novembre 2008 au fauteuil de Marcel Marceau (1923-2007), dans la section des membres libres. Il est reçu sous la coupole le 27 janvier 2010 par Hugues Gall au cours d'une séance présidée par l'architecte Roger Taillibert.

## Jardins et patrimoine à Thiré
En 1985, William Christie a acquis une demeure du XVIe siècle à Thiré, en Vendée. Il se consacre à sa restauration et crée son propre jardin qu'il décrit ainsi : « C’est un jardin éclectique, avant tout d’inspiration européenne. » Cette demeure et ses jardins sont inscrits en 2007 à l’Inventaire supplémentaire des monuments historiques. 
Depuis 2012, s'y déroule chaque année fin août un festival nommé « Rencontres musicales » : dans les jardins de William Christie », en partenariat avec le conseil départemental de la Vendée. Ce festival permet à tout public de découvrir la musique baroque par des ateliers musicaux ouverts aux plus jeunes, par des concerts aux quatre coins des jardins l'après-midi, un spectacle le soir sur une scène flottant sur un miroir d'eau pour s'achever par des Méditations à l'aube de la nuit dans l'église de Thiré,. Considéré comme une pépinière de jeunes talents, ce jardin des Voix, se renouvelle chaque été.
Il a obtenu le soutien de la mission Stéphane Bern dans le cadre du Loto Patrimoine.

## Le lien avec la Cité de la musique et la Philharmonie de Paris
William Christie à la tête des Arts florissants participe au concert inaugural de la Cité de la musique en 1995. C’est le début d’un long compagnonnage entre William Christie et son ensemble avec la Cité de la musique, puis également avec la salle Pleyel. William Christie trouve ensuite naturellement sa place avec son ensemble en tant que résident au sein de la nouvelle Philharmonie de Paris, avec un concert d’ouverture en 2015. Il est également lié aux actions du musée de la Musique. Tous les ans, les Arts Florissants présentent un programme baroque à la Philharmonie de Paris, sous la direction de William Christie ou de Paul Agnew. Il a donné avec Paul Agnew une masterclass à l'occasion des quarante ans des Arts Florissants à la Philharmonie de Paris.

## Transmission aux jeunes générations
William Christie désire assurer la transmission de sa passion pour le patrimoine aux générations de demain, que ce soit dans le domaine de la musique ou des jardins.
Professeur invité au Conservatoire national supérieur de musique et de danse de Paris et au Conservatoire national supérieur de musique et de danse de Lyon de 1977 à 1981, et à la Sommerakademie für Alte Musik à Innsbruck entre 1978 et 1983, il est professeur au Conservatoire national supérieur de musique et de danse de Paris de 1982 à 1995.
Depuis 2002, à Caen avec Kenneth Weiss puis aujourd’hui à Thiré avec Paul Agnew, William Christie dirige Le Jardin des Voix, un projet pédagogique visant à contribuer à la formation de jeunes chanteurs et à leur donner des expériences professionnelles de haut niveau : après deux semaines de répétition, les chanteurs sélectionnés participent à une tournée de concerts souvent mis en espace. Le Jardin des Voix a fait l'objet d'un documentaire diffusé en juin 2008 sur France 3, intitulé Baroque Académie.
En 2005, il crée le département de musique ancienne à la Juilliard School de New York, dont il devient artiste résident. 
Dans le domaine horticole, il a lancé le prix du Jardin éphémère en 2015 à l’attention des jeunes paysagistes ou botanistes, et accueille en stage dans ses jardins toute l’année de jeunes élèves de lycées horticoles.
Le documentaire William Christie ou l’art de donner de Jarmila Buzkova, paru en 2019, retrace cette aventure de transmission.

## Engagement pour la culture
William Christie décide en 2017 de donner tout son patrimoine pour créer une fondation reconnue d’utilité publique, la fondation les Arts florissants–William Christie, en vue de transmettre sa passion pour la musique baroque et les jardins aux jeunes générations. Une véritable nouvelle aventure pour assurer la poursuite de son œuvre,.
Fin 2019, à l’occasion du week-end anniversaire des Arts florissants à la Philharmonie de Paris, William Christie nomme Paul Agnew codirecteur musical de son ensemble, dans une démarche cohérente et de long terme,.

## Discographie sélective
- Un Concert spirituel : Motets et psaumes de Claudio Monteverdi – Enregistrement avec le Concerto vocale de René Jacobs, William Christie, clavecin et positif ("Musique d'abord" Harmonia Mundi)
- Extraits de la Selva morale e spirituale de Claudio Monteverdi – Les Arts florissants, Konrad Junghänel, théorbe et luth, W. Christie, clavecin, orgue et direction ("Musique d'abord" Harmonia Mundi)
- Te Deum H.146 et Grand Office des morts H.2, H.12, H.311 de Marc-Antoine Charpentier, chœur et orchestre des Arts florissants (Virgin classics 2005)
- Atys de Jean-Baptiste Lully - chœur et orchestre des Arts florissants (3 CD Harmonia Mundi)
- Idoménée (version de 1731) de André Campra, Bernard Deletré, Idoménée, Sandrine Piau, Electre, Monique Zanetti, Ilione, Jean-Paul Fouchécourt, Idamante, Les Arts Florissants, direction William Christie (3 CD Harmonia Mundi, 1992)
- Le Messie de Georg Friedrich Haendel - Les Arts florissants, direction William Christie (2 CD Harmonia Mundi, 2013)
- Orlando de Georg Friedrich Haendel – chœur et orchestre des Arts florissants, William Christie, clavecin et direction (2CD Erato)
- Caecilia Virgo et Martyr H.413 et Filius Prodigus H.399 de Marc-Antoine Charpentier – chœur et orchestre des Arts florissants, William Christie, orgue et direction (Harmonia Mundi 1980)
- Le Jugement de Salomon H.422, Motet pour une longue offrande H.434, de Marc-Antoine Charpentier– chœur et orchestre des Arts florissants, William Christie, orgue et direction (Virgin classics 2006)
- David et Jonathas H.490 de Marc-Antoine Charpentier - Les Arts florissants, direction William Christie (2 CD Harmonia Mundi, 2012)

## Distinctions
- 1981
  - Prix Edison
- 1982
  - Grand Prix du Disque
  - Prix mondial de Montreux
- 1984
  - Gramophone Record of the Year
- 1987
  - Prix AFP
  - Deutscher Schallplattenpreis
  - Grand prix Charles Cros
  - Grand prix de la Critique (meilleur spectacle lyrique)
  - prix Opus (États-Unis)
- 1992
  - Prix international de musique classique
- 1995
  - Victoire de la musique (meilleur enregistrement de musique ancienne ou baroque)
  - Gramophone Record of the Year
- 1997
  - prix Grand siècle Laurent Perrier
  - Gramophone Record of the Year
- 2000
  - Docteur honoris causa de l'Université de New York
  - Membre de l'Ordre de la Pléiade décerné par l'Assemblée parlementaire de la francophonie
  - Gramophone Award in the Baroque Vocal Category pour Haendel
- 2001
  - Grammy Award pour Best Opera Recording
  - Prix Arturo Toscanini de l'Académie du disque lyrique
  - Cannes Classical Awards pour Alcina de Handel
- 2002
  - Harvard Arts Medal
- 2005
  - Prix Georges-Pompidou
- 2008
  - Élu à l'Académie des beaux-arts (France) (fauteuil du mime Marcel Marceau)

## Décorations
- Commandeur de l'ordre national de la Légion d'honneur depuis le 2 avril 2010[47] ; officier depuis le 15 mars 2004
- Grand-croix de l'ordre national du Mérite[48] depuis le 20 juin 2022[49] ; grand officier depuis le 14 mai 2014[50]
- Commandeur de l'ordre des Arts et des Lettres[51],[52]
- chevalier du mérite agricole[53]